# Nhái cây chân mảnh sa pa
Nhái cây chân mảnh sa pa (danh pháp hai phần: Gracixalus sapaensis) là một ếch cây mới cho khoa học, được các nhà khoa học đến từ Đại học Kyoto, Bảo tàng Lịch sử Tự nhiên Quốc gia Pháp, Bảo tàng Thiên nhiên Việt Nam phát hiện thấy lần đầu tiên tại Sa Pa, tỉnh Lào Cai, Việt Nam, công bố trên tạp chí Alytes tập 33 ngày 17/3/2017.

## Phát hiện và đặt tên
Mẫu vật Gracixalus sapaensis lúc đầu được nhận nhầm với Gracixalus carinensis (Boulenger, 1893). Sau khi so sánh các chỉ số hình thái, di truyền phân tử với các loài trong chi Gracixalus, các nhà khoa học đã nhận định đây là loài mới.
Tên loài được lấy theo địa danh nơi lần đầu phát hiện ra mẫu vật: Sa Pa.

## Mô tả
Mẫu vật đực có chiều dài cơ thể 30-36,9 mm, chiều dài đầu ngắn hơn chiều rộng. Mõm tròn, mắt lớn, lưng màu nâu vàng có các nốt sần màu vàng nhạt.

## Phân bố
Loài này hiện chỉ tìm thấy tại vùng núi cao 1,8 km - 2,5 km tại dãy núi Hoàng Liên Sơn thuộc Việt Nam.